# Kino Pohoda Jeseník
Kino Pohoda Jeseník, zprovozněné v roce 1950, je jediné fungující kino ve městě Jeseník.

## Historie
Historie provizorních kin v Jeseníku se datuje až do roku 1912, kdy bylo vydáno první povolení na filmová představení. Později v roce 1920 vzniklo první stálé kino, které bylo později zbořeno. V roce 1945 po znárodnění kinematografie byl jmenován správcem kin ve Frývaldově a Gräfenbergu Max Mudra, který měl zajistit výstavbu nového zařízení. V roce 1949 byla zahájena stavba v rámci akce Z a v následujícím roce 1950 byla dokončena a kino bylo uvedeno do běžného provozu. V roce 2011 proběhla rekonstrukce a digitalizace zvuku, následně v roce 2012 proběhla digitalizace obrazu a vybavení pro digitální projekci.

## Vybavení
Kino je vybaveno technologií pro projekci digitální (DCP), včetně 3D technologie a 35mm filmů. Sál má 196 míst k sezení. Součástí kina je také foyer, kde probíhají výstavy.

## Současnost
Kino Pohoda Jeseník je součástí Městských kulturních zařízení Jeseník, kam patří Divadlo Petra Bezruče a Knihovna Petra Bezruče. V průběhu novodobé existence kina byla několikrát plánována jeho rekonstrukce, která by zajistila technicky vyhovující podmínky promítání, ale také rozdělení na velký a malý sál s možnou dostavbou 2. patra v podobě galerie. Naposledy s touto myšlenkou spojenou s otevřením kinokavárny oslovil vedoucí kina Pavel Bednařík architekta Tomáše Pospíšila, který vytvořil architektonickou studii. Tyto plány nikdy nebyly realizovány.

## Galerie

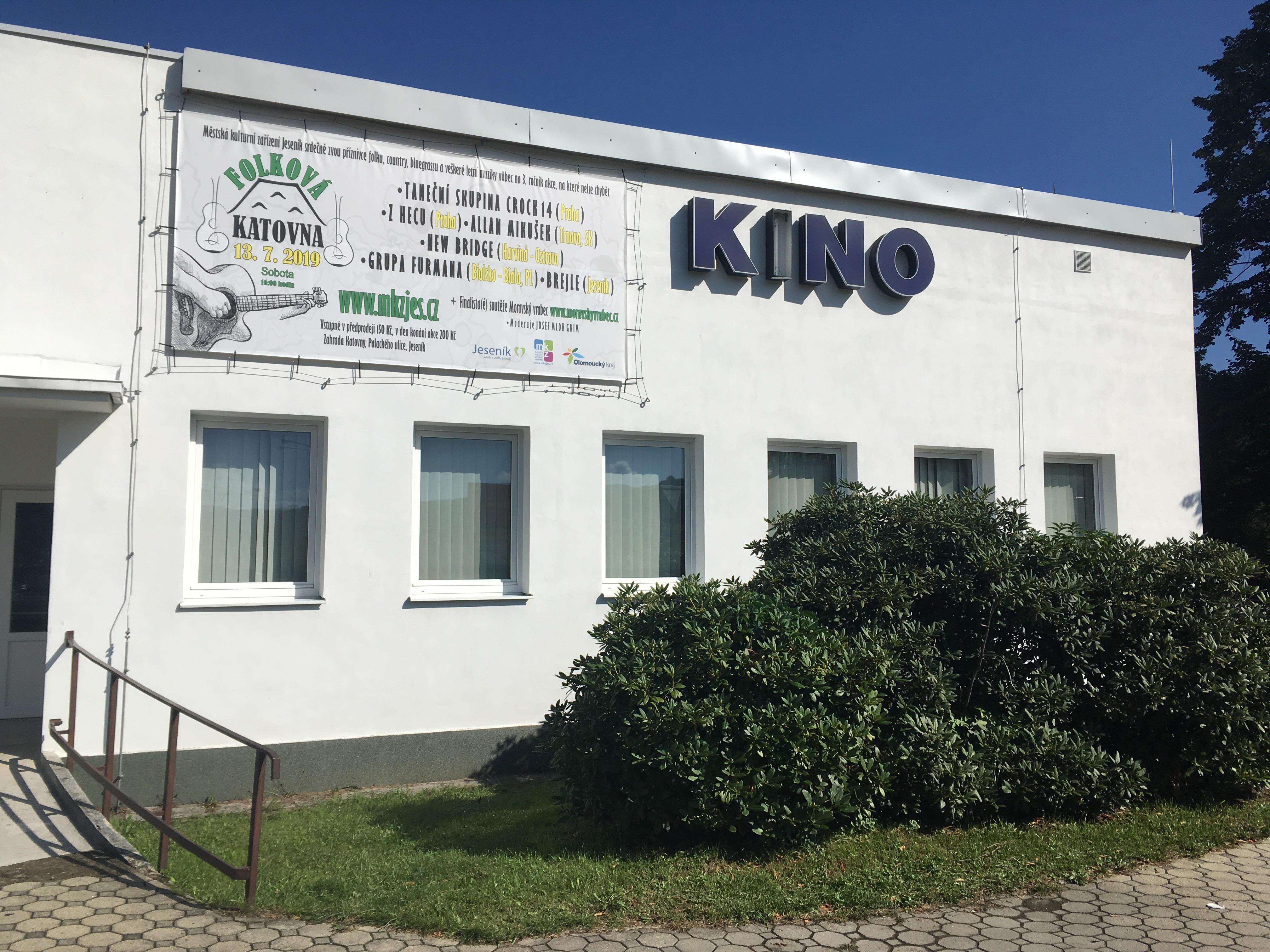
Kino, východní pohled
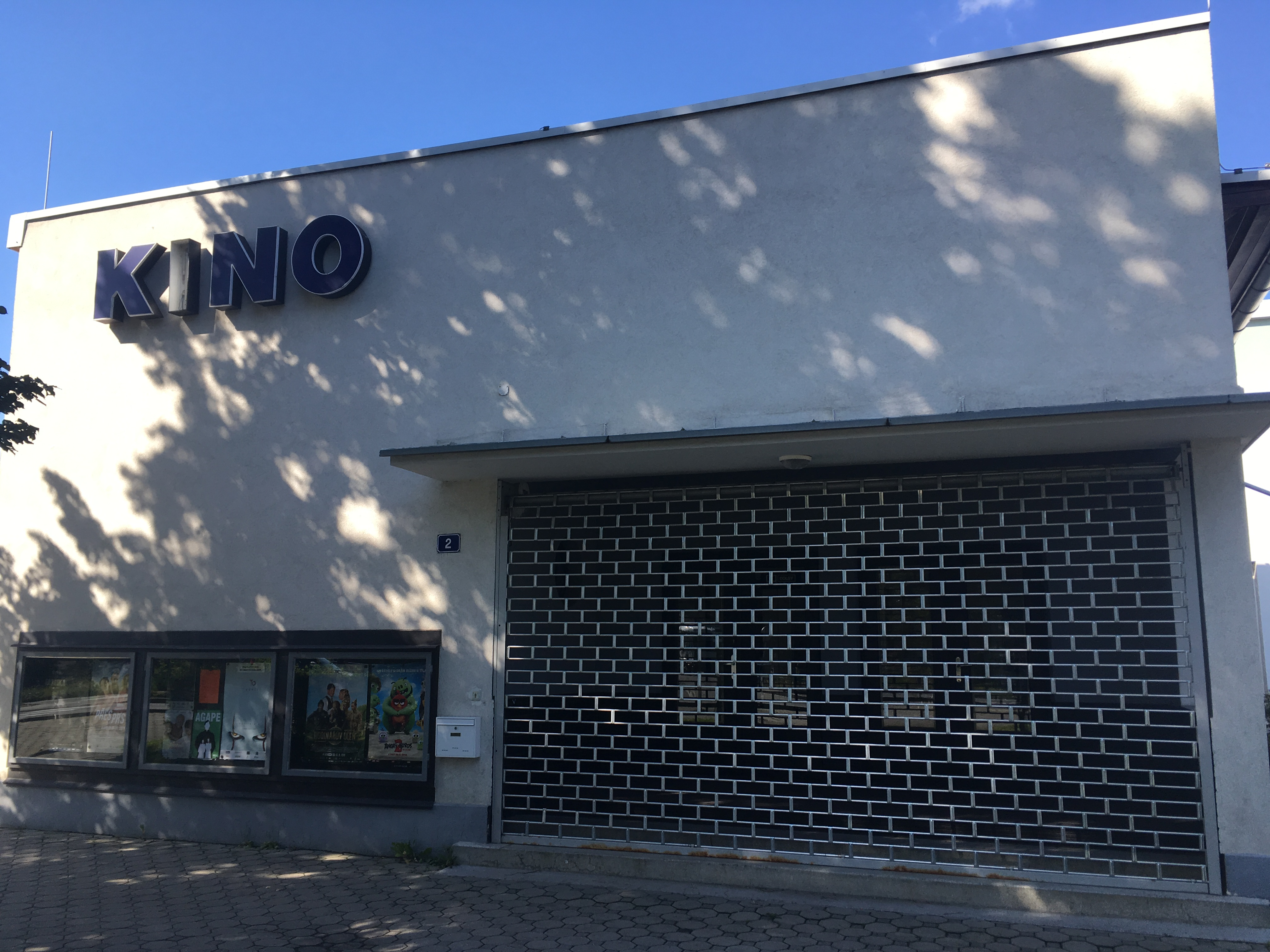
Kino, vstup, severní pohled
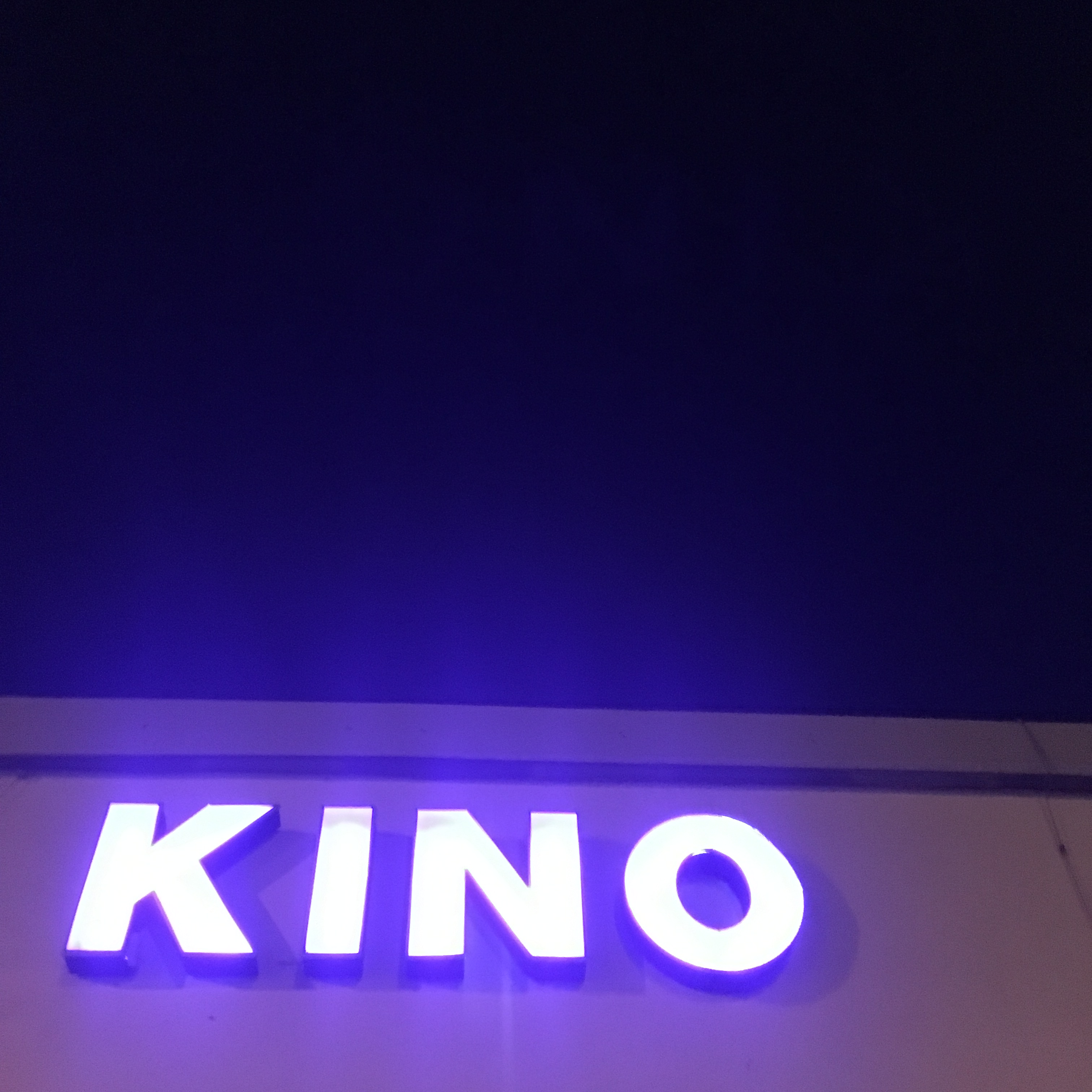
Neon kina
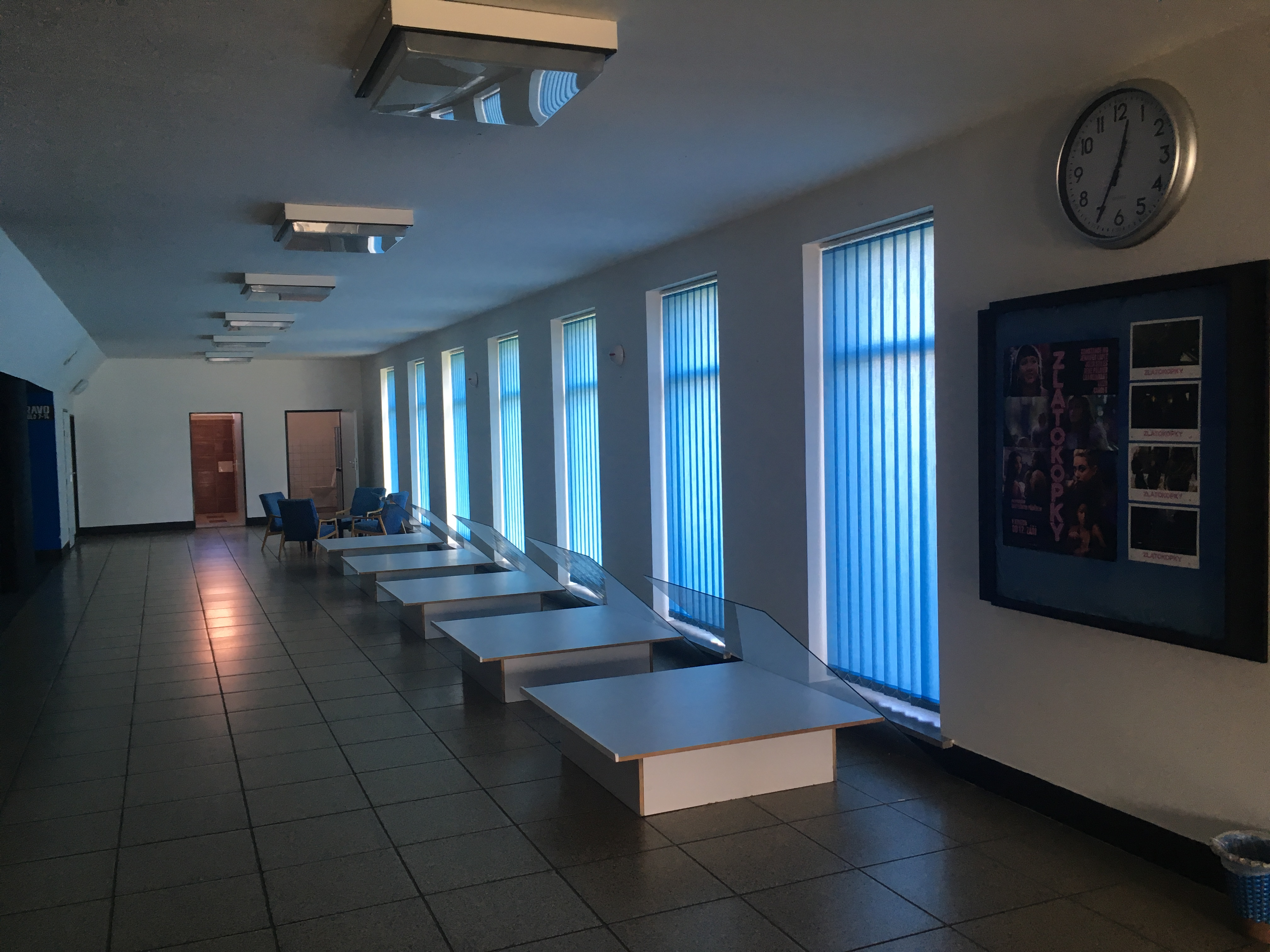
Foyer kina
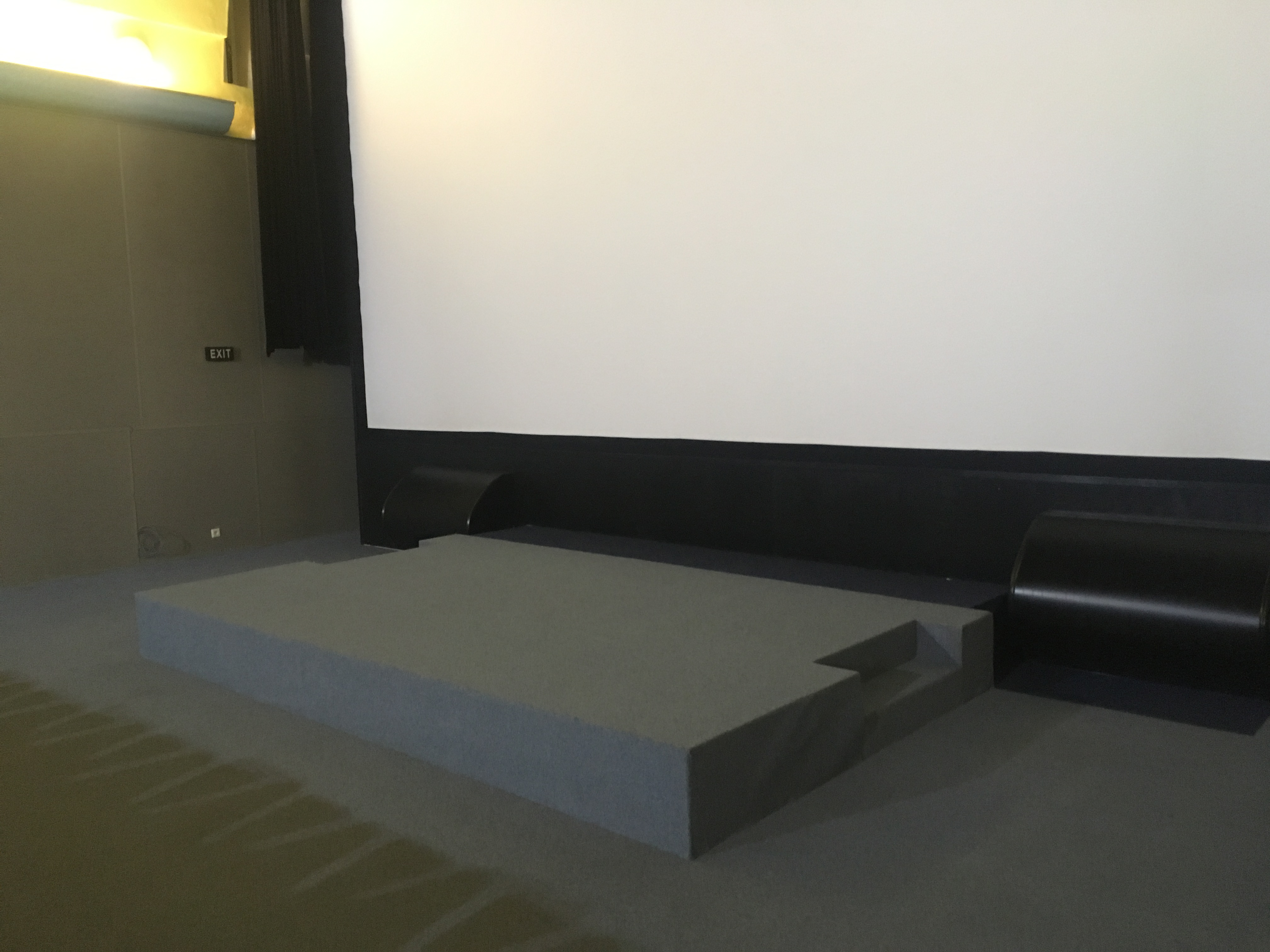
Plátno a pódium
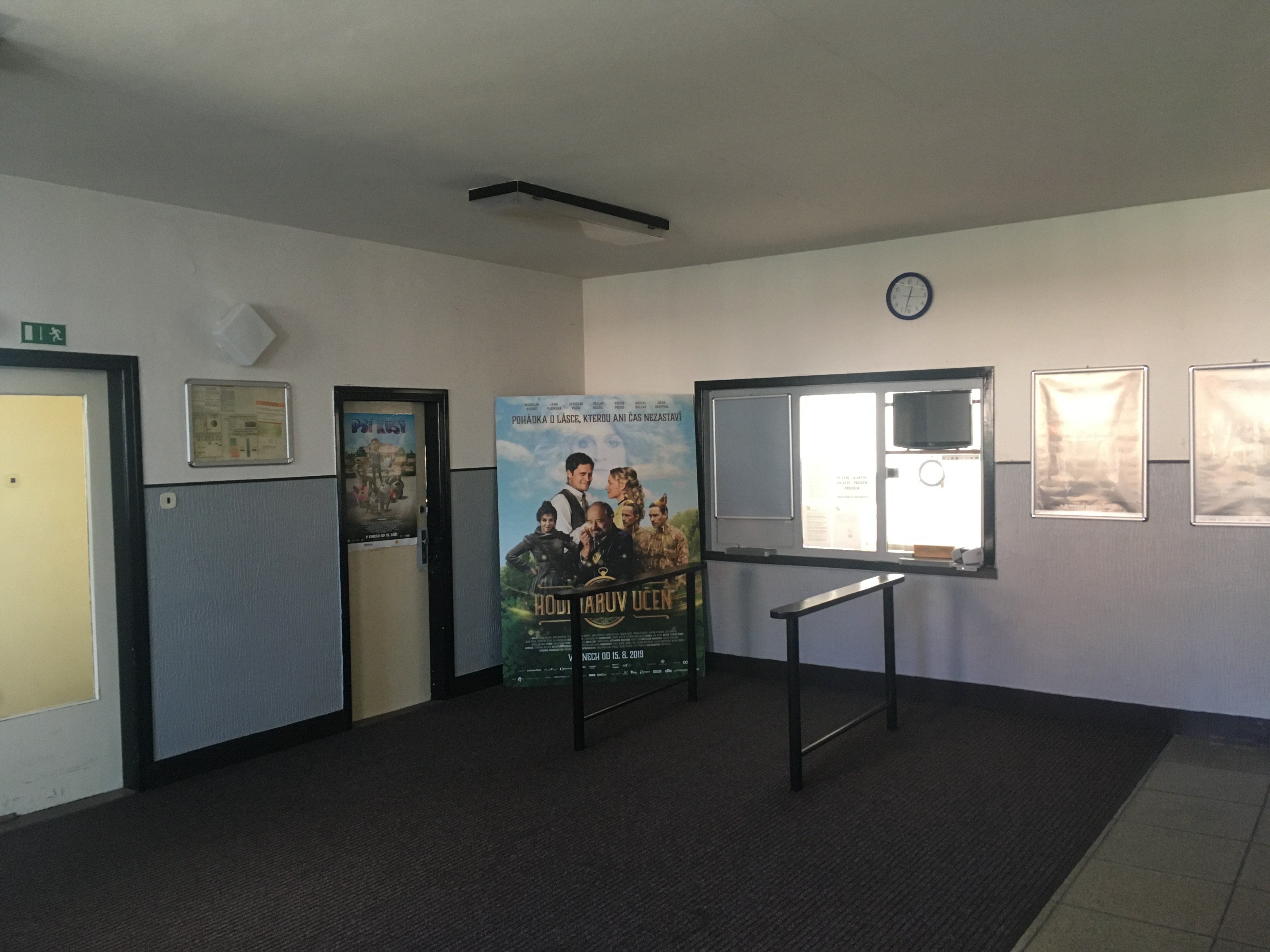
Pokladna
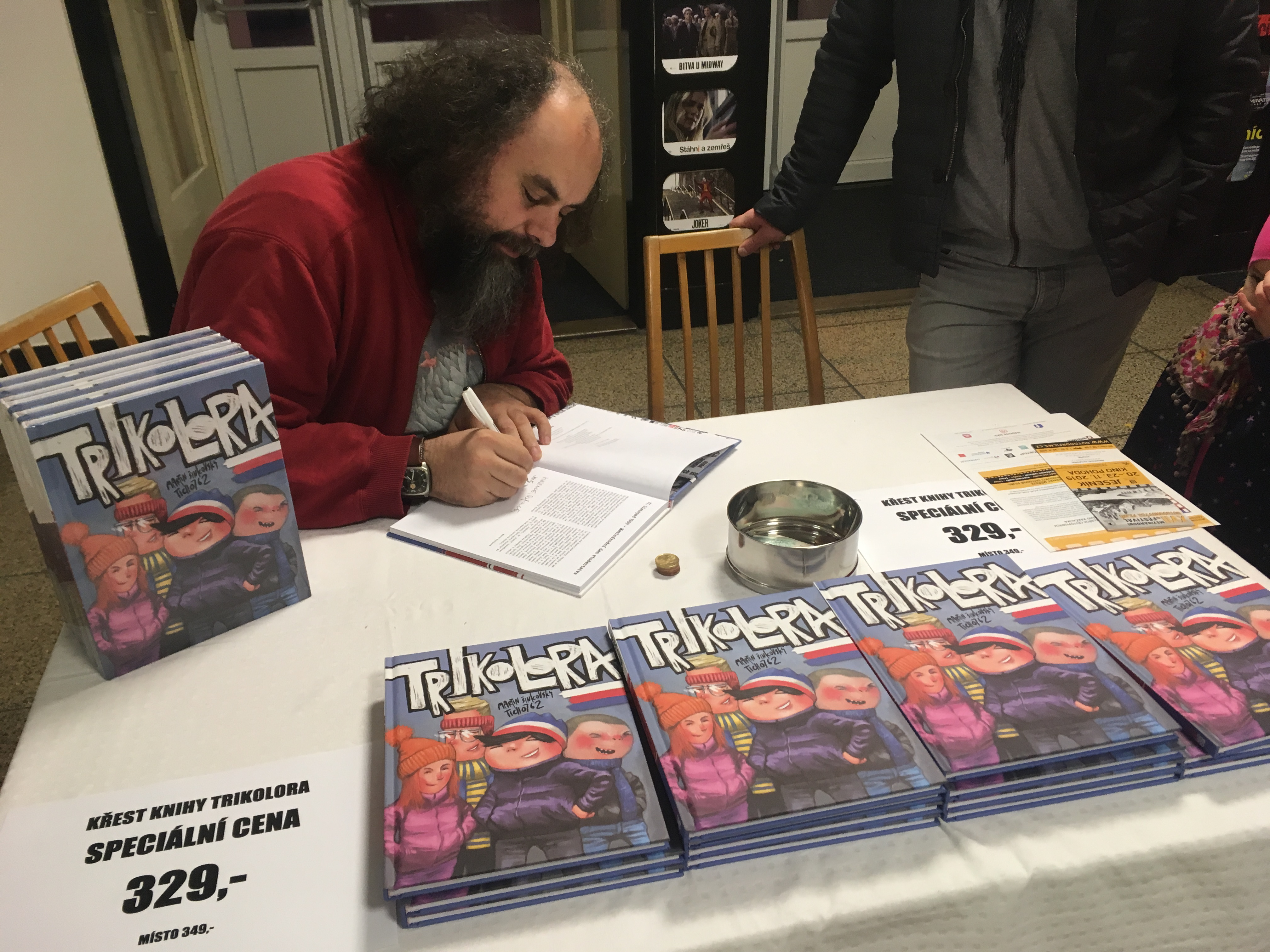
Autogramiáda Martina Šinkovského (2019)
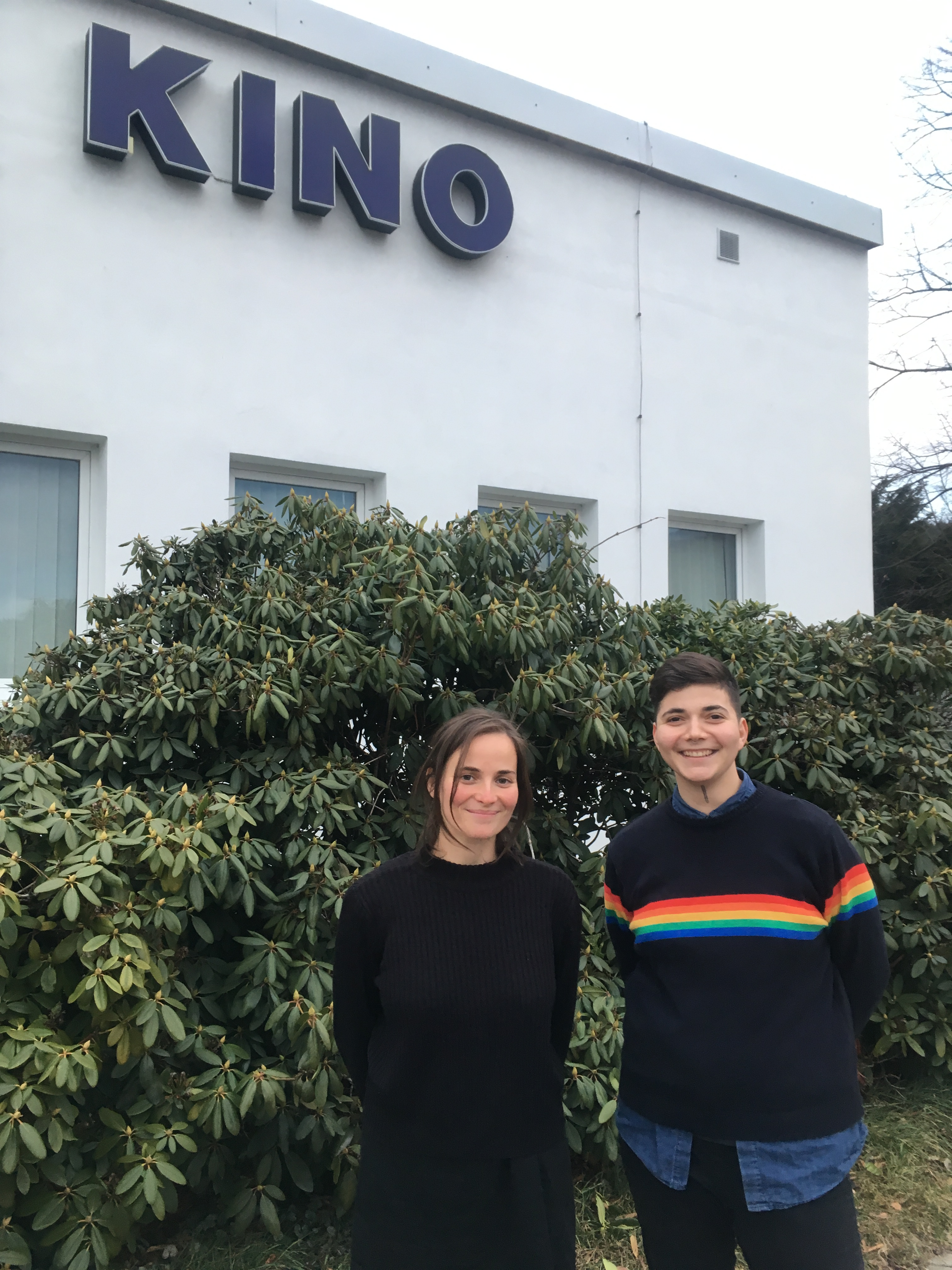
Projekce s delegací (Nikola Krutilová, Kateř Tureček)
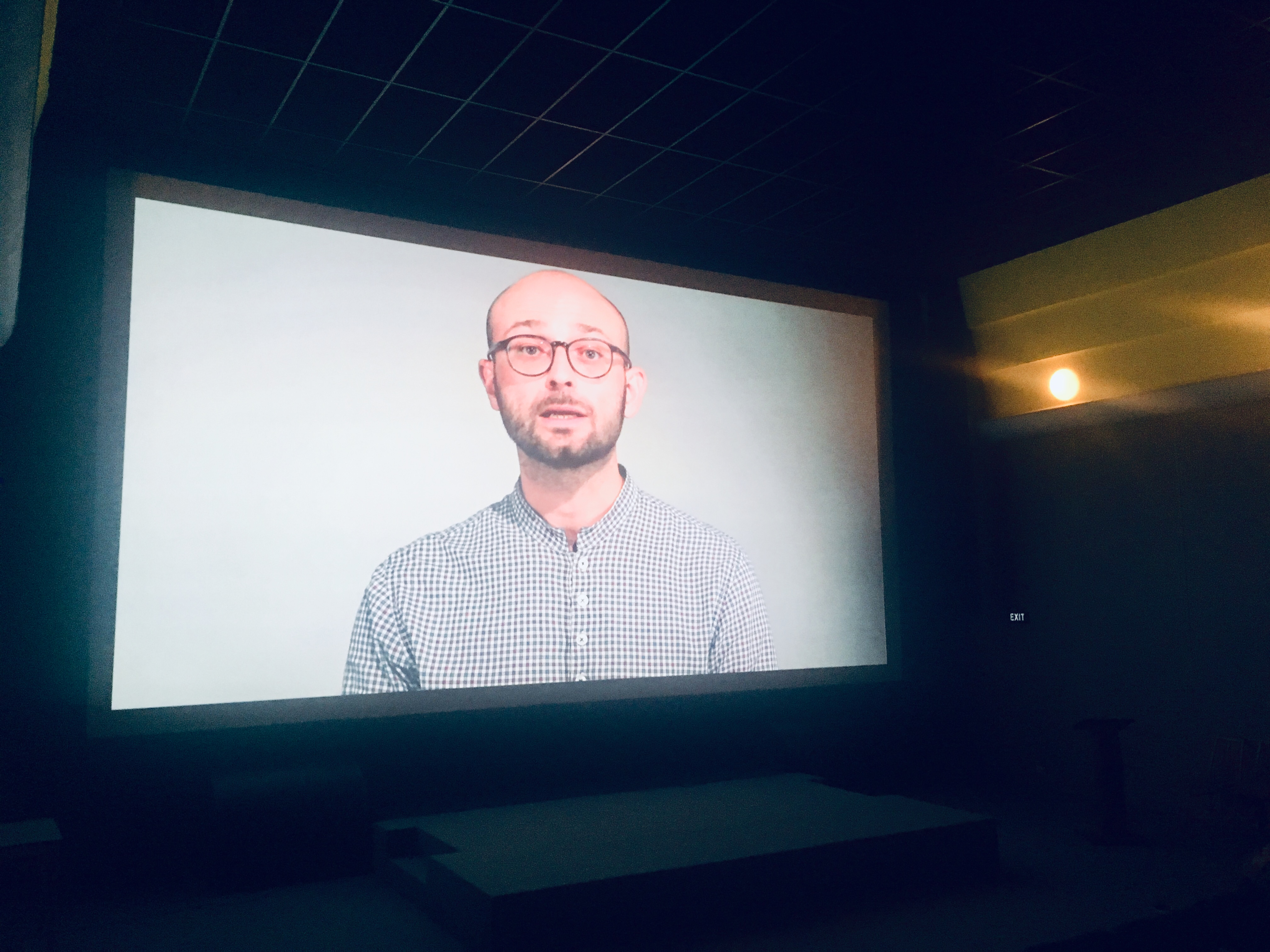
Projekce v kině
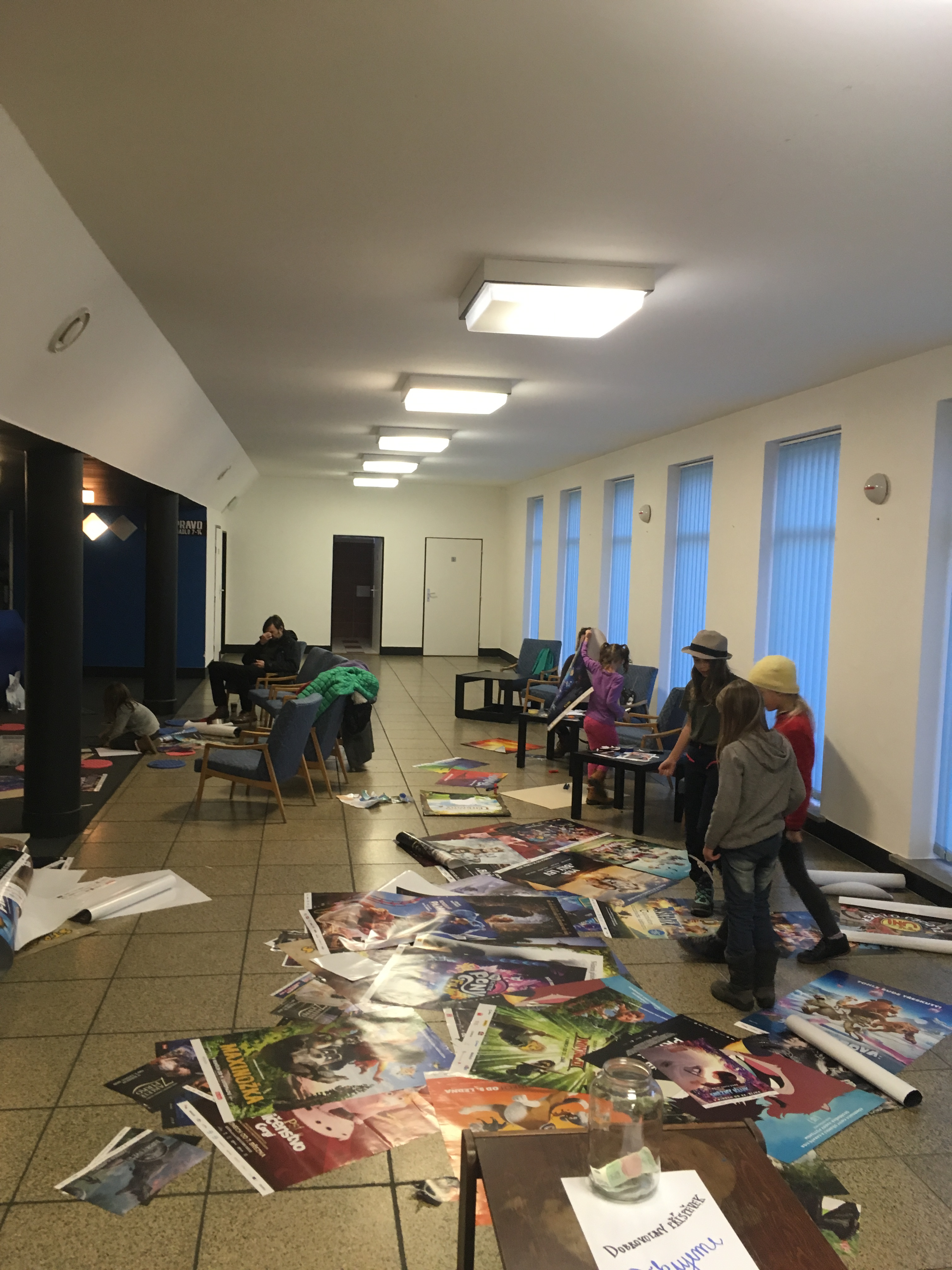
Workshop plakátů